# Argyritis
Argyritis là một chi bướm đêm thuộc họ Noctuidae.